# Confraternita di san Nicola da Tolentino e sacra cintura
La Confraternita di san Nicola da Tolentino e della sacra cintura è una confraternita di Taranto, fondata prima del 1600

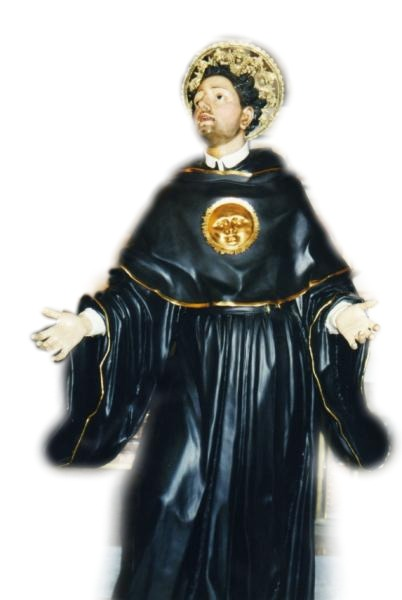
Statua di san Nicola da Tolentino nella chiesa di Sant'Agostino in Taranto

## Storia

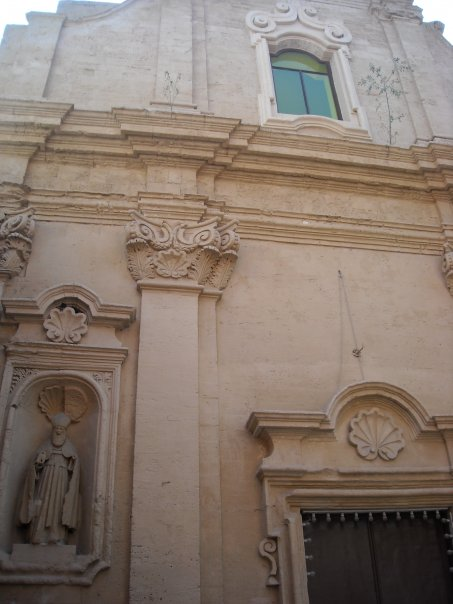
Chiesa di Sant'Agostino

Dell'anno preciso della fondazione ad opera dei padri agostiniani non ha si notizia in quanto un incendio distrusse l'archivio della confraternita nel XVIII secolo.
La confraternita ha sede presso la chiesa di Sant'Agostino in Taranto ed ebbe in concessione dai padri agostiniani un altare nella medesima chiesa che inizialmente fu intitolato alla Madonna della Cintura e in seguito a san Nicola da Tolentino. Ebbe il regio assenso da Ferdinando IV il 22 settembre 1777.
La confraternita aveva come suo scopo di propagare la devozione agostiniana della sacra cintura e a san Nicola da Tolentino e svolgeva opere di carità in favore dei confratelli malati e moribondi ai quali dopo la morte veniva assicurato il funerale e il suffragio oltre che la sepoltura nel convento di Sant'Agostino.
Per ottenere le indulgenze della sacra cintura che i pontefici avevano concesso all'ordine Agostiniano veniva prescritto ai confratelli la recita di 13 Pater al giorno.
Il governo confraternale secondo lo statuto del 1777 veniva eletto il lunedì dopo Pasqua. I confratelli celebravano in maniera solenne la festa di San Nicola da Tolentino portando in processione per le strade della città vecchia l'artistico simulacro del Santo che tutt'oggi si venera sull'altare della Confraternita in sant'Agostino la domenica successiva alla festa del santo che cade il 10 settembre. La scultura settecentesca, di manifattura napoletana, è probabile opera della bottega di Giacomo Colombo.
La confraternita a tutt'oggi sede nella chiesa di Sant'Agostino e continua a diffondere la devozione verso il Santo titolare e a vivere la spiritualità di Sant'Agostino

## Abito di rito

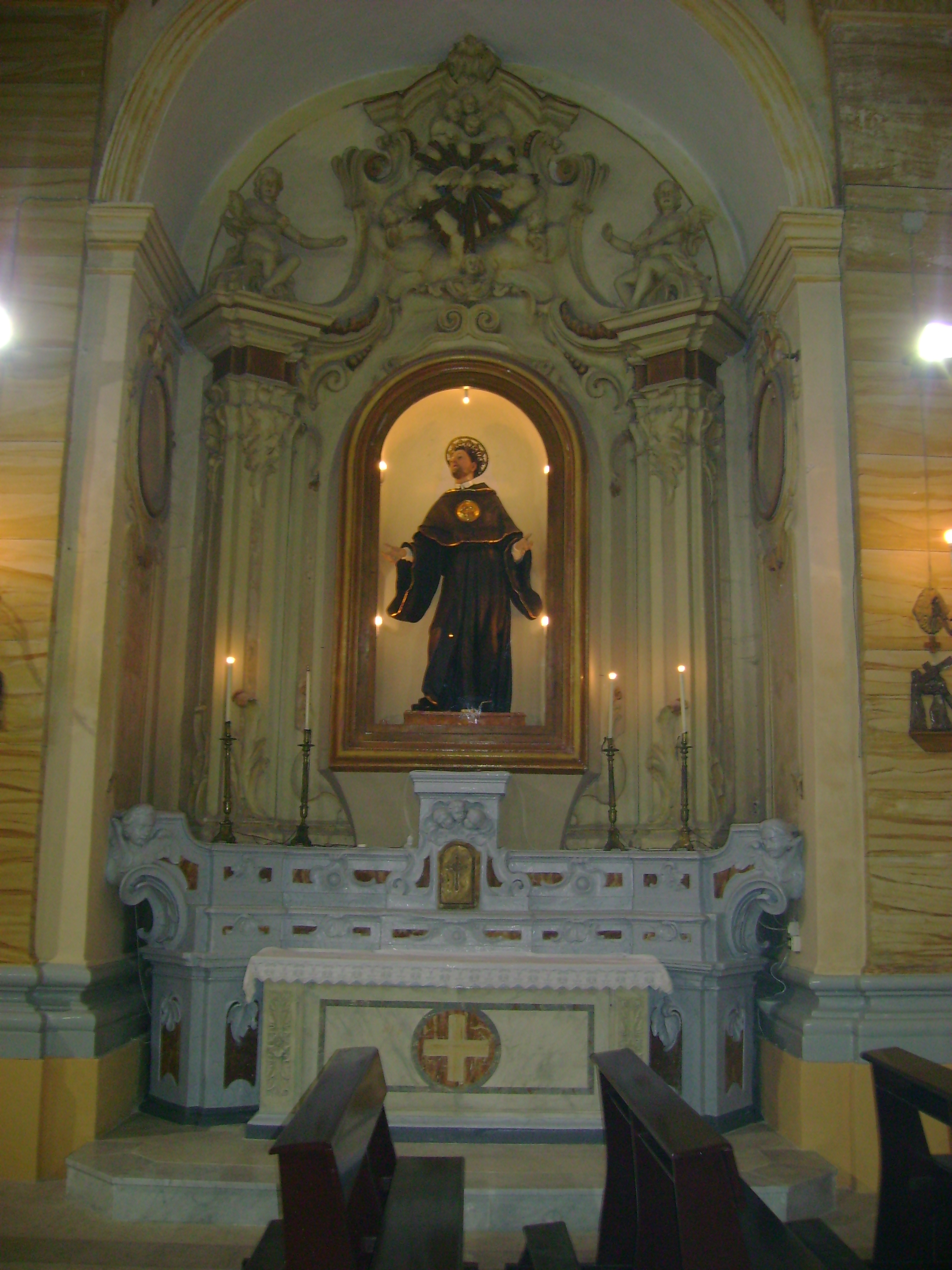
Altare della Confraternita in sant'Agostino

L'abito di rito della confraternita è così composto:
- mozzetta nera e medaglione con effigie del sole nascente legato alla devozione a san Nicola cucito a sinistra;
- camice bianco con cappuccio bianco, che in passato veniva calato sul volto per i riti penitenziali della Settimana santa;
- cintura agostiniana in vita;
- scarpe nere e calze bianche